# Arenaria polysperma
Arenaria polysperma är en nejlikväxtart som beskrevs av Cheng Yih Wu och Li Hua Zhou. Arenaria polysperma ingår i släktet narvar, och familjen nejlikväxter. Inga underarter finns listade i Catalogue of Life.